# Agilolphusaltar

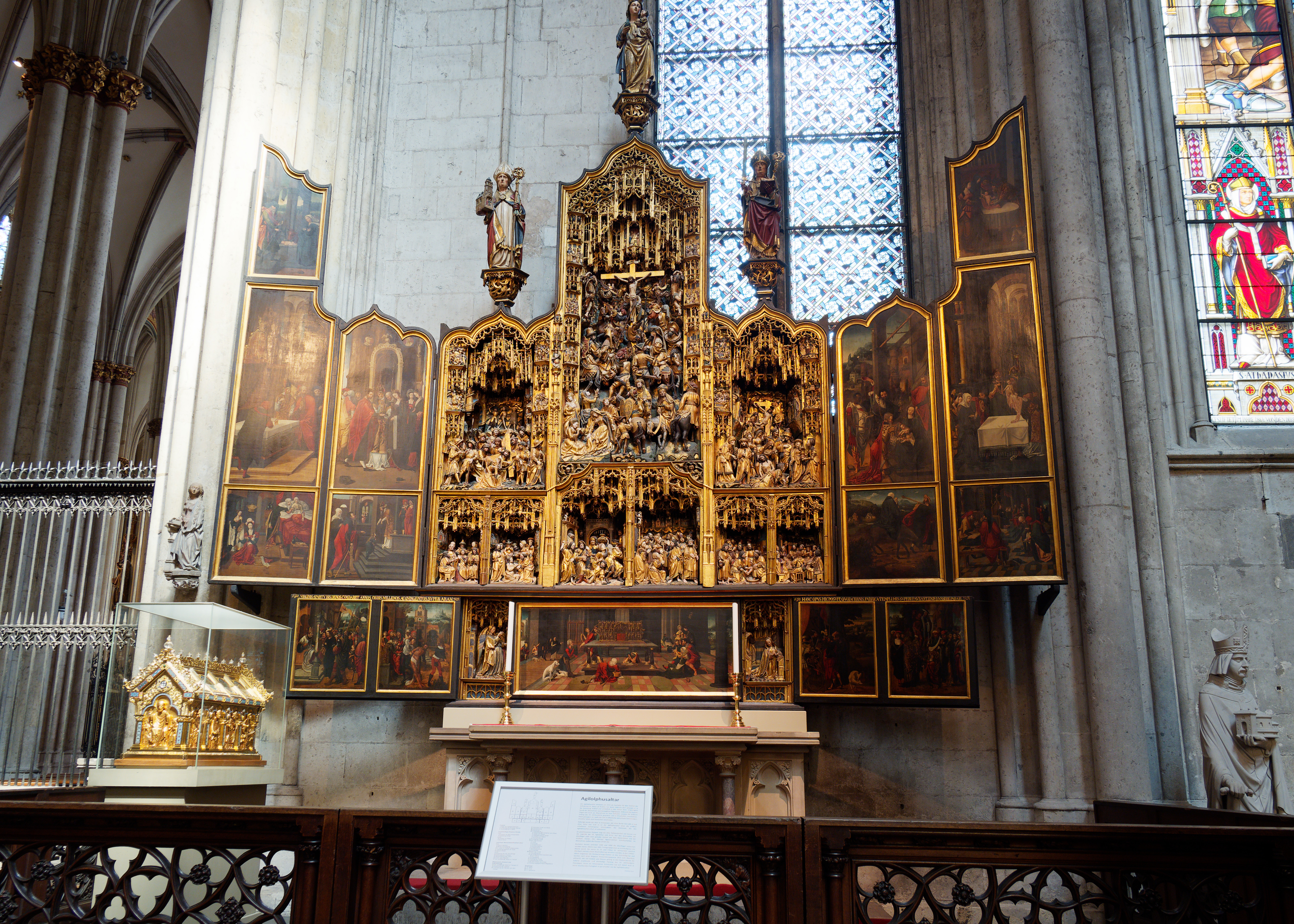
Agilolphusaltar

Der Agilolphusaltar im Kölner Dom ist ein Antwerpener Retabel, das ursprünglich aus der Stiftskirche St. Maria ad Gradus kommt.

## Geschichte
Um das Jahr 1521 entstand der Agilolphusaltar als Hochaltar der 1817 abgerissenen Stiftskirche St. Maria ad Gradus, die sich hinter dem Hochchor des Kölner Doms befand. Bis zur Säkularisation der Kirche St. Maria ad Gradus im Jahr 1802 stand der Altar dort. Später gelangte der Altar in den Kölner Dom. Im Jahr 1864 wurde der Altar im Zuge der Domvollendung an den heutigen Standort versetzt. Zwischen 1986 und 1990 wurden die Altarflügel restauriert. Von 1995 bis 2012 wurden die ursprünglichen Farbschichten aus dem 16. Jahrhundert wieder freigelegt.

## Stilistische Einordnung
Hergestellt wurde der Altar in Antwerpen, wo zwischen 1480 und 1540 sämtliche Antwerpener Retabel entstanden. Der Agilolphusaltar ist einer der größten erhaltenen Antwerpener Retabel. Die dort entstanden Altäre verbreiteten sich in ganz Europa. Der Kölner Altar ist ein Passionsretabel. Zum Transport aus Antwerpen nach Köln konnte man den Altar durch das sogenannte „Baukastensystem“ zerlegen. Die Werkstatt des Altars in Antwerpen ist unbekannt.

## Beschreibung

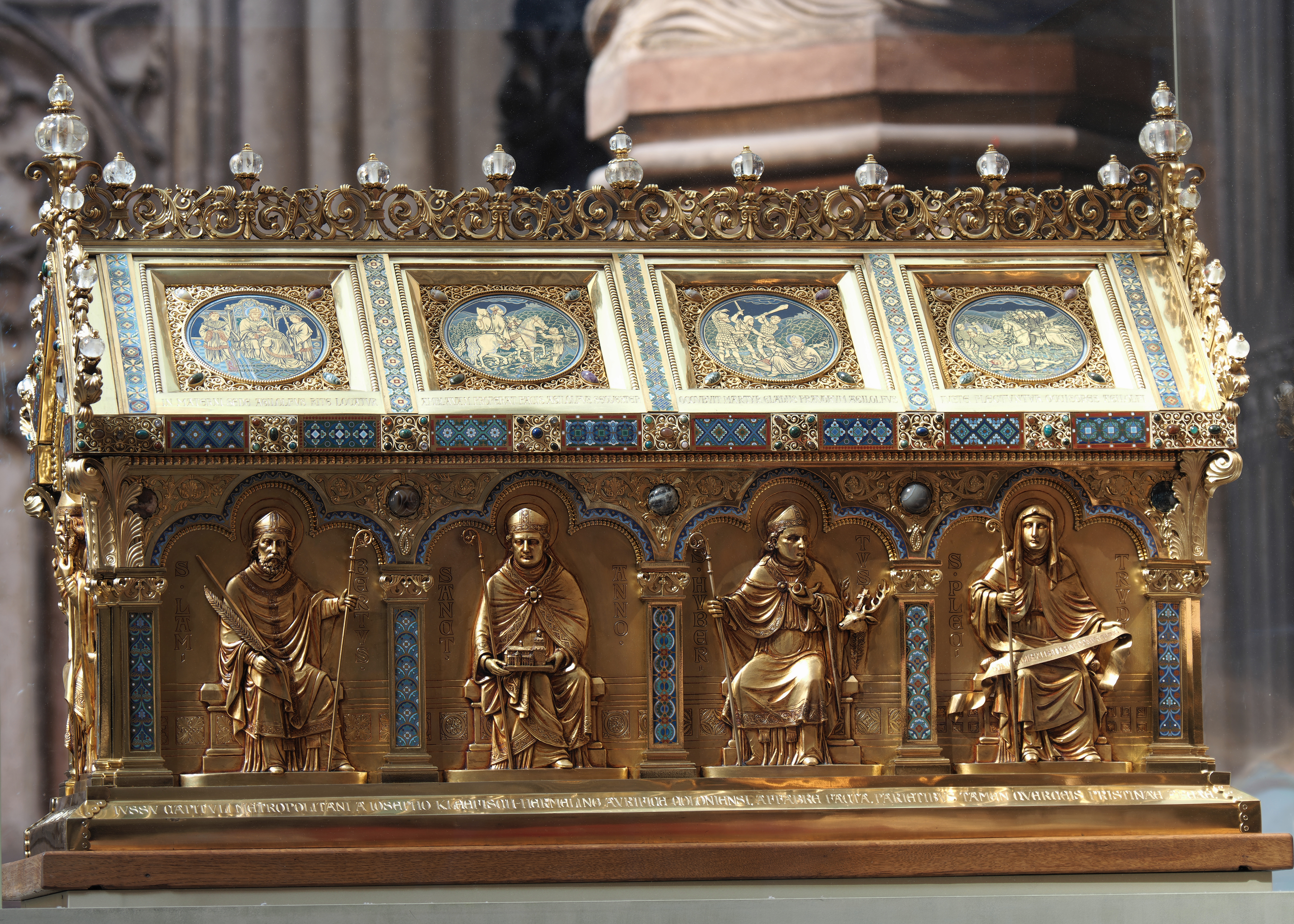
Der Agilolphusschrein

Der Altar ist 6,80 Meter breit und 5,50 Meter hoch. Als der Altar gebaut wurde, besaß er – ähnlich dem Klarenaltar – zwei bewegbare Flügelpaare. Die Figuren des Agilolphusaltars sind 1,20 Meter groß. Die durch die Restaurierung freigelegten Farbschichten aus dem 16. Jahrhundert sind fast vollständig erhalten geblieben. Ursprünglich wurde in einer Nische in der Mitte des Unterbaus der Agilolphusschrein  aufbewahrt.
Die Flügel des Altars bestehen aus einigen Schnitzereien. Unter anderem wird hier die von vier Bischöfen flankierte Verkündigung dargestellt. Im Unterbau werden vier Szenen aus der Passion Christi gezeigt. Außerdem wird hier die Lebensgeschichte der beiden heiligen Bischöfe Anno und Agilolf dargestellt. Die ausführliche Menschwerdung und die Passion Christi werden auf den Flügeln und im Altarschrein dargestellt. Einige Schnitzereien befinden sich jedoch nicht mehr im Dom, sondern in Museen oder Sammlungen.

## Agilolphusschrein
Die vermeintlichen Gebeine des Agilolf von Köln befanden sich ursprünglich in der Klosterkirche der Abtei Malmedy, wo die Mönche der Abtei den Kölner Erzbischof Anno auf diese, am 1. August 1061 bei einem Hoftag in Stavelot, aufmerksam machten. Schließlich schenkte die Abtei Köln die Gebeine am 9. Juli 1062. In Köln gelangten diese in den Stift St. Maria ad Gradus. Tatsächlich handelt es sich bei den Gebeinen jedoch gar nicht um die des Agilolf von Köln, sondern um die des namensähnlichen Abtes Ailulf von Malmedy. Um 1200 wurde dann ein neuer Reliquienschrein gefertigt. Im Jahr 1737 wurde dieser vom Kölner Goldschmied Ferdinand Dorn barockisiert. Im Jahr 1914 wurde dann ein neuer Reliquienschrein vom Goldschmied Josef Kleefisch gebaut. Der originale Schrein befindet sich heute im Depot des Doms.